# Maluda
Maria de Lourdes Ribeiro, conocida como Maluda (Goa del Norte, Pangim, 15 de noviembre de 1934 - Lisboa, 10 de febrero de 1999) fue una pintora portuguesa condecorada con la Orden de Enrique el Navegante.
Su obra se basó principalmente en retratos, vistas de ciudades, concretamente en la pintura de paisajes urbanos, ventanas y otros elementos arquitectónicos diversos.

## Biografía
Maluda nació en la ciudad de Pangim, en el estado de Goa, en lo que entonces era el estado portugués de la India. Comenzó a pintar como retratista autodidacta cuando aún estaba en Lourenço Marques (actual Maputo), donde vivió desde 1948. Allí formó, con Garizo do Carmo, João Paulo y João Aires, el grupo de pintura «Os Independentes», que expuso colectivamente en 1961, 1962 y 1963. En 1963 obtuvo una beca de la Fundación Calouste Gulbenkian y viajó a Portugal, donde trabajó con el maestro Roberto de Araújo en Lisboa.
Entre 1964 y 1967 vivió en París con una beca Gulbenkian. Allí trabajó en la Academia de la Grande Chaumière con los maestros Jean Aujame y Michel Rodde. Durante su estancia en París trabajó con otros artistas, entre ellos Maria Helena Vieira da Silva y Arpad Seznes. Fue en esta época cuando se interesó por el retrato y las composiciones que sintetizan el paisaje urbano, con una paleta de colores muy característica y un brillante uso de la luz, que confieren a sus obras una identidad muy distintiva e inconfundible. Pintó retratos de Ana Zanatti, Amália Rodrigues, Aquilino Ribeiro, Mário Soares, Álvaro Cunhal, entre otros.
En 1969 celebró su primera exposición individual en la galería Diário de Notícias de Lisboa. En 1973 realizó una gran exposición individual en la Fundación Gulbenkian, que fue un gran éxito, atrayendo a unos 15.000 visitantes y dándole gran notoriedad a partir de entonces. Entre 1976 y 1978 volvió a ser becada por la Fundación Gulbenkian, estudiando en Londres y Suiza. A partir de 1978 se dedicó también al tema de las ventanas, tratando de utilizarlas como metáfora de la composición público-privado. En 1979 obtuvo el "Premio de Pintura" de la Academia Nacional de Bellas Artes de Lisboa. Ese año también expuso en la Fundación Gulbenkian de París.
Su libro “Maluda”, con prólogo de Maria Helena Vieira da Silva, se publicó en 1981.
A partir de 1985, Maluda fue invitada a realizar varias series de sellos para CTT. Dos sellos de su autoría ganaron el «Premio Mundial» al mejor sello en la Conferencia Mundial de Impresores de Sellos Gubernamentales celebrada en Washington D. C., en 1987, y en Périgueux (Francia) en 1989. 
En 1994 recibió el prestigioso "Premio Bordalo Pinheiro", concedido por la Casa da Imprensa. En el marco de la “Lisboa Capital de la Cultura", realizó una exposición individual en el Centro Cultural de Belém, en Lisboa.
El 13 de octubre de 1998, el presidente de la República, Jorge Sampaio, le concedió el grado de Gran Oficial de la Orden del Príncipe Enrique el Navegante, al tiempo que celebraba su última exposición individual,  "Os selos de Maluda" "Los sellos de Maluda", patrocinada por CTT.
Maluda murió en Lisboa el 10 de febrero de 1999, a la edad de 64 años, por cáncer de páncreas. Su cuerpo fue enterrado en la Parcela de los Artistas del Cementerio de Prazeres, en Lisboa.
En su testamento, la artista instituyó el “Premio de Pintura Maluda” que, durante algunos años, concedió la Sociedade Nacional de Belas-Artes .  Las pintoras Ana Vidigal (1999), Cristina Valadas (2000) y Fátima Mendonça (2001) recibieron este premio.  
En 2001, el crítico de arte portugués José-Augusto França eligió su cuadro "Portel" (de 1986) como una de las "100 pinturas portuguesas del siglo XX".
En 2007, la Rúa 1 del barrio Quinta do Grafanil de Lisboa pasó a llamarse Rúa Maluda en su honor.
En 2009 se publicó un libro conmemorativo del décimo aniversario de su muerte, que reunía casi la totalidad de su vasta obra y que contó con el Alto Patrocinio del Presidente de la República Portuguesa. Ese mismo año, la Asamblea de la República, en Lisboa, le rindió homenaje con una gran exposición retrospectiva.

## Premios
- 1979 - Premio de Pintura de la Academia Nacional de Bellas Artes, Lisboa
- 1989 - Premio de la Conferencia Mundial de Impresores de Sellos Gubernamentales al Mejor Sello del Mundo, por la serie Quioscos de Lisboa
- 1994 - Premio Bordalo Pinheiro, de la Casa de la Prensa
- 1998 - Orden Honoraria del Infante D. Henrique, por el entonces Presidente de la República Jorge Sampaio

## Obra
Mientras experimenta con varios géneros, incluidos retratos, serigrafías, tapices, carteles, paneles de pared, ilustraciones y sellos postales.  El enfoque principal de la pintura de Maluda se centra mucho en la síntesis del paisaje urbano, en el que su arte, según Pamplona, sigue conceptualmente a Paul Cézanne (1839-1906), el maestro del impresionismo . O, como escribió Fernando Pernes, su arte representa «una decantación sistemática de la experiencia cezaniana ».  
Los cuadros que pintó se basaban principalmente en ciudades, es decir, pinturas de paisajes urbanos, ventanas y varios otros elementos arquitectónicos.   La notoriedad de sus obras pictóricas aparentemente más sencillas (algunas utilizadas en sellos oficiales encargados por Correos de Portugal), si bien la promocionaron como una de las pintoras portuguesas más populares de las últimas décadas del siglo XX en el arte portugués, también tuvo el efecto negativo de encubrir un vasto cuerpo de trabajo de creación gráfica más compleja. A lo largo de su carrera, Maluda ha realizado 24 exposiciones individuales y está representada en varios museos, entre ellos la Fundación Calouste Gulbenkian y el Centro Cultural de Belém, pero también en varias colecciones privadas en Portugal y otros países. 